# دسیسه‌گران
دسیسه‌گران (انگلیسی: The Schemers) یک فیلم کمدی صامت کوتاه به کارگردانی ویلارد لوئیس است که در سال ۱۹۱۶ منتشر شد. از بازیگران این فیلم می‌توان به اولیور هاردی و فلورنس مک‌لاکلین اشاره کرد.